# 14-я радиотехническая бригада ПВО Украины
14-я радиотехническая бригада имени Богдана Хмельницкого — (в/ч А-1620) воинское формирование в составе воздушного командования «Юг» Воздушных Сил ВСУ. Бригада выполняет задачи охраны государственной границы Украины в воздушном пространстве.

## История
23 июня 1941 года сформирован в г. Кременчуг как 57 отдельный батальон ВНОС.
6 марта 1952 года батальон переформирован в 25 радиотехнический полк ВНОС.
1 ноября 1962 года переформирован в 14 радиотехническую бригаду.
В 2015 году Украина подписала контракт с фирмой Indra на поставку РЛС. Предположительно РЛС будет развернута в радиолокационной роте Скадовск. РЛС будут совместно эксплуатировать министерство обороны и «Украэрорух» (Государственное предприятие обслуживания воздушного движения Украины).

## Структура[4][5][6]
- 260-й радиотехнический батальон (в/ч А-1088) пгт. Антоновка.[7][8][9] 
  - 719-я отдельная радиолокационная рота (в/ч А-2845) г. Скадовск[10];
  - 722-я отдельная радиолокационная рота (в/ч А-1764) Херсонская обл., с. Александровка  ;
  - 723-я отдельная радиолокационная рота (в/ч А-1795) Николаевская обл., с. Старая Богдановка,  ;
  - 1430-я отдельная радиолокационная рота (в/ч А-4606) Николаевская обл., г. Первомайск ;
- 234-й радиотехнический батальон (в/ч А-0826) «Ответ» Одесская обл., с. Усатово [11]; :
  - 141-я отдельная радиолокационная рота (в/ч А-0173) Одесская обл., с. Куяльник, ;
  - 713-я отдельная радиолокационная рота (в/ч А-2899) Николаевская обл., г. Очаков,;
  - 175-я отдельная рота связи (в/ч А-2913) Одесская обл., пгт Буялык, ;
  - 1155-я отдельная радиолокационная рота (в/ч А-1869) Одесская обл., пгт Лиманское, ;
- 68-й радиотехнический батальон (в/ч А-2372) Одесская обл., г. Измаил,:
  - 6-я отдельная радиолокационная рота (в/ч А-1913) Одесская обл., г. Арциз, ;
  - 26/741-я отдельная радиолокационная рота (в/ч А-1516) Одесская обл., с. Тузлы, ;

## Вооружение
На вооружении стоят РЛС украинского производства, в резерве старые советские РЛС.
В 2016 году развернута РЛС «Пеликан».
| РЛС    | 260 ртб | 719 рлр | 722 рлр | 723 рлр | 1430 рлр | 234 ртб | 141 рлр | 713 рлр | 717 рлр | 1155 рлр | 68 ртб | 6 рлр | 714 рлр | Всего |
| ------ | ------- | ------- | ------- | ------- | -------- | ------- | ------- | ------- | ------- | -------- | ------ | ----- | ------- | ----- |
| СТ-68  | 1       | 2       | 1       | 2       | 2        | -       | 1       | 2       | 1       | 2        | 1      | 1     | 1       | 17    |
| П-35   | 1       | -       | -       | -       | 1        | 1       | 1       | -       | -       | 1        | 2      | 1     | -       | 8     |
| П-14   | -       | -       | 1       | -       | -        | -       | -       | -       | -       | -        | 2      | -     |         | 3     |
| ПРВ-13 | 1       | -       | 2       | -       | 1        | 2       | 1       | -       | -       | 1        | 2 (?)  | 1     | -       | 11    |

## Интересные факты
- В 68 ртб (г. Измаил) была развёрнута одна из 11 уникальных РЛС П-70[13][нет в источнике].
- На о. Змеиный до 2002 года была развёрнута радиолокационная рота, сейчас бывший военный городок получил статус посёлка Белое.

## Командиры[1]
Командиры 57 отдельного батальона ВНОС
- 1941—1943 — капитан Корбут Я. А.
- 1943—1945 — Непомнящий Ш. Б.

Командиры 25-го радиотехнического полка
- с 1952 — подполковник Калаганов И. К.

Командиры 14-й радиотехнической бригады
- с 1962 — подполковник Божко М. Я.
- подполковник Бобровник В. И.
- c 1992 — подполковник Климов С. Б.[укр.]
- полковник Афанасов
- полковник Ярославцев В. Н.
- подполковник Горло К. Н.[14][15][16]
- полковник Грицаенко С. А.